# Everybody’s Everything
Everybody’s Everything ist ein Dokumentarfilm aus dem Jahr 2019 über das Leben von Gustav Elijah Åhr, der als Lil Peep bekannt ist. Regie führten Sebastian Jones und Ramez Silyan, produziert wurde der Film von Benjamin Soley, Terrence Malick, Liza Womack und Sarah Stennett. Er zeichnet das Leben von Lil Peep von seiner Kindheit in Long Island (New York), New York, über seinen kometenhaften Aufstieg in der Underground-Szene und Musikindustrie bis zu seinem Tod am 15. November 2017 im Alter von 21 Jahren auf. Der Film hat seinen Titel von einem von Lil Peeps Instagram-Posts, der am Tag vor seinem Tod erschien. „Ich will einfach alles für jeden sein“, schrieb er. Der Dokumentarfilm wird als „humanistisches Porträt beschrieben, das versucht, einen Künstler zu verstehen, der versuchte, allen Menschen alles zu sein“.
Der Film hatte seine Weltpremiere am 10. März 2019 am South by Southwest Festival und wurde von Gunpowder & Sky am 12. November, vor seinem Kinostart am 15. November 2019, für eine weltweit einmalige Fan-Vorführung freigegeben. Ein gleichnamiges Begleitalbum wurde am 15. November 2019 von Columbia Records parallel zum Film veröffentlicht.

## Zuspruch
IndieWire zählte den Film zu den zehn besten Film- und Fernsehprojekten des SXSW und Variety nahm ihn in die Top zwölf des Festivals auf. Der Rapper Drake nannte den Film in einem Interview mit Rap Radar „genial“ und Justin Staple von Vice nannte ihn „Das bestimmende Dokument der SoundCloud-Rap-Generation“.
Ryan Oliver von The Playlist schreibt: „Nachdem ich nur den schnellen kometenhaften Aufstieg von Lil Peep in der Peripherie miterlebt habe, ist Everybody’s Everything ein liebevoller Tribut für Fans wie auch für Unbekannte. Und für letztere schafft der Regisseur wirklich ein Gefühl von Menschlichkeit, Ehrfurcht und unbestreitbar rohem Talent, das es leicht macht zu verstehen, warum sich seine Musik in so kurzer Zeit so vielen Menschen verbunden hat.“ David Ehrlich von IndieWire nannte den Film „eine fesselnde und hypnotische Heiligung des verstorbenen Musikers“. David Fear von Rolling Stone beschrieb ihn als „einen Film, der schwer zu sehen ist und von dem man noch schwerer wegschauen kann. Aber er muss gesehen werden“. Viele Kritiker haben auch die einzigartige Verwendung von Briefen, die sein Großvater John Womack an Peep geschrieben hat, im gesamten Film bemerkt. Andrew Barker von Variety bezeichnete sie als „herzzerreißend poetisch“ und sagte über das Ende: „Der Film schnappt während seines Epilogs, in dem Peeps Großvater Womack, der bisher nur im Voiceover zu hören war, ausgiebig sprechen darf, wieder in einen atemberaubenden Fokus zurück. Unbeeindruckt von all den Gesichtstätowierungen und der kalkulierten Unverschämtheit, die die künstlerische Persönlichkeit seines Enkels begleiteten, hörte Womack offensichtlich nie auf, Peep als seinen kleinen Jungen zu sehen, und sein leises Grübeln über Sterblichkeit und Männlichkeit landet mit erschütternder Wucht.“